# Ringgold (Georgia)
Ringgold ist eine Stadt und Verwaltungssitz im Catoosa County im US-Bundesstaat Georgia mit knapp 4.000 Einwohnern.
In dem Ort etwa 20 Kilometer südöstlich von Chattanooga befindet sich die Dragster-Rennstrecke Brainerd Optimist Dragstrip.

## Persönlichkeiten
- Gordon Lee (1859–1927), Politiker
- John W. Rollins (1916–2000), Politiker
- Barbara Leigh (1946–), Schauspielerin